# Nærøyfjorden
60°57′57″N 6°58′40″Ø / 60.96583°N 6.97778°Ø
Nærøyfjorden er en fjord i Aurland kommune i Vestland fylke i Norge. Nærøyfjorden er omkring 19 kilometer lang og udgør en arm af Aurlandsfjorden, som igen er en arm af Sognefjorden. Nærøyfjorden strækker sig til det lille sted Gudvangen. Bakka er en lille bygd, som ligger på den ene sida af Nærøyfjorden    ved Gudvangen. Der ligger også den fraflyttede bygd Dyrdal og gården Styvi ved Nærøyfjorden.
Fjorden er smal og er et sted kun 250 meter bred, mens fjeldene i området rækker hele 1.800 meter over havoverfladen. 
14. juli 2005 blev Nærøyfjorden indskrevet på UNESCOs Verdensarvsliste. Nærøyfjorden verdenshavpark er et af pilotprojekterne i Riksantikvarens Værdiskabelsesprojekt.

## Galleri
- Bakka kirke (bygget ca. 1850) ved Nærøyfjorden
- Færge på Nærøyfjorden